# HMGCS2
HMGCS2 (англ. 3-hydroxy-3-methylglutaryl-CoA synthase 2) – білок, який кодується однойменним геном, розташованим у людей на короткому плечі 1-ї хромосоми. Довжина поліпептидного ланцюга білка становить 508 амінокислот, а молекулярна маса — 56 635.
| 10         |  | 20         |  | 30         |  | 40         |  | 50         |
| ---------- |  | ---------- |  | ---------- |  | ---------- |  | ---------- |
| MQRLLTPVKR |  | ILQLTRAVQE |  | TSLTPARLLP |  | VAHQRFSTAS |  | AVPLAKTDTW |
| PKDVGILALE |  | VYFPAQYVDQ |  | TDLEKYNNVE |  | AGKYTVGLGQ |  | TRMGFCSVQE |
| DINSLCLTVV |  | QRLMERIQLP |  | WDSVGRLEVG |  | TETIIDKSKA |  | VKTVLMELFQ |
| DSGNTDIEGI |  | DTTNACYGGT |  | ASLFNAANWM |  | ESSSWDGRYA |  | MVVCGDIAVY |
| PSGNARPTGG |  | AGAVAMLIGP |  | KAPLALERGL |  | RGTHMENVYD |  | FYKPNLASEY |
| PIVDGKLSIQ |  | CYLRALDRCY |  | TSYRKKIQNQ |  | WKQAGSDRPF |  | TLDDLQYMIF |
| HTPFCKMVQK |  | SLARLMFNDF |  | LSASSDTQTS |  | LYKGLEAFGG |  | LKLEDTYTNK |
| DLDKALLKAS |  | QDMFDKKTKA |  | SLYLSTHNGN |  | MYTSSLYGCL |  | ASLLSHHSAQ |
| ELAGSRIGAF |  | SYGSGLAASF |  | FSFRVSQDAA |  | PGSPLDKLVS |  | STSDLPKRLA |
| SRKCVSPEEF |  | TEIMNQREQF |  | YHKVNFSPPG |  | DTNSLFPGTW |  | YLERVDEQHR |
| RKYARRPV   |  |            |  |            |  |            |  |            |

A: Аланін

C: Цистеїн

D: Аспарагінова кислота

E: Глутамінова кислота

F: Фенілаланін

G: Гліцин

H: Гістидин

I: Ізолейцин

K: Лізин

L: Лейцин

M: Метіонін

N: Аспарагін

P: Пролін

Q: Глутамін

R: Аргінін

S: Серин

T: Треонін

V: Валін

W: Триптофан

Кодований геном білок за функціями належить до трансфераз, фосфопротеїнів. 
Задіяний у таких біологічних процесах як метаболізм ліпідів, метаболізм холестеролу, метаболізм стероїдів, метаболізм стеролів, біосинтез ліпідів, біосинтез холестеролу, біосинтез стероїдів, біосинтез стеролів, ацетиляція. 
Локалізований у мітохондрії.